# Hugo Rahner
Pour les articles homonymes, voir Rahner.
Hugo Rahner (né le 3 mai 1900 à Pfullendorf, en grand-duché de Bade et mort le 21 décembre 1968 à Munich) est un prêtre jésuite et théologien allemand. Frère aîné de Karl Rahner, il fut doyen et président de l'université d'Innsbruck.

## Jeunesse et maturité
Il entra dans la Compagnie de Jésus en 1919 et fut envoyé à Valkenburg (Pays-Bas) pour y étudier la philosophie et la théologie. Il y est ordonné prêtre en 1929. Rahner obtint son doctorat en théologie en 1931, après quoi il travailla à un doctorat en philosophie. En 1937 il commença à enseigner à la faculté jésuite de théologie d'Innsbruck (Autriche), se spécialisant dans la patrologie et d'histoire du dogme catholique. Lorsque l'Autriche est annexée à l'Allemagne par le régime nazi Hugo Rahner est contraint à la démission et à l'exil (1940 à 1945).

## L'Église et l'État
Après la guerre, il fut nommé doyen puis président de l'Université d'Innsbruck. Son travail porta essentiellement sur les relations entre l'Église et l'État dans les premières années du christianisme. S'appuyant sur de nombreux documents, Rahner tenta de faire sentir de façon vivante l'enthousiasme des premiers chrétiens envers l'Église. Il cite Tertullien : « GRAND est l'empereur, parce qu'il est plus petit que les cieux », et saint Ambroise : « Il n'est pas digne de l'empereur de refuser la liberté d'expression, il n'est pas digne d'un prêtre de devoir dissimuler son opinion. » Tout le monde est appelé à faire partie de l'Église. L'Église est appelée Kyriake, ce qui signifie « du Seigneur », parce que celui qui la dirige, c'est le Christ, le Seigneur. Son devoir est d'enseigner, à travers tous les siècles et à tous les États, ce que, de façon merveilleuse, le Christ, seigneur et maître, a décrété pour le peuple.

## Mariologie
« La grande réalisation d'Hugo Rahner a été sa redécouverte, chez les Pères, du caractère indissociable de Marie et de l'Église. »

— Benoît XVI
La mariologie de Rahner, qui suit sur ce point saint Ambroise, considère Marie dans son rôle au sein de l'Église. Son interprétation, fondée uniquement sur les auteurs les plus anciens, a eu une grande influence sur Vatican II et sur Paul VI, qui, citant Ambroise, a proclamé Marie “ Mère de l'Église ”, conception poursuivie par les papes saint Jean-Paul II et Benoît XVI, lequel sur ce point reconnaît expressément sa dette envers Rahner.
À première vue, fait remarquer Benoît XVI, il peut sembler accidentel que le concile ait placé la mariologie dans l'ecclésiologie, mais cette relation aide à comprendre ce que l'« Église » est en réalité, car (toujours selon Benoît XVI) Hugo Rahner a montré qu'à l'origine la mariologie et l'ecclésiologie se confondaient. Marie est l'image de l'Église.
Vierge et mère, l'Église est immaculée et elle porte les fardeaux de l'histoire. Elle souffre en même temps qu'elle est élevée au ciel. Lentement, elle apprend que Marie est son miroir et qu'en Marie elle est une personne. Marie, d'autre part, n'est pas une personne isolée, qui ne reposerait qu'en elle-même. Elle porte le mystère de l'Église.
Benoît XVI a déploré que cette unité de l'Église et de Marie, exposée par Rahner, fût restée longtemps dans l'ombre. Accablée de privilèges divers Marie fut emportée dans un au-delà lointain. Aussi bien la mariologie que l'ecclésiologie en ont souffert. Une vision mariale de l'Église et un point de vue ecclésiologique sur Marie dans l'histoire du salut, voilà ce qui mène directement au Christ, car ainsi est mis en lumière ce qui est entendu par la sainteté et par le fait que Dieu soit devenu homme. Son ouvrage sur la mariologie Maria und die Kirche. Zehn Kapitel über das geistliche Leben a reçu de grands éloges non seulement de Benoît XVI, mais aussi du cardinal américain Avery Dulles :

« Avec une clarté stimulante, cette étude novatrice présente le vaste éventail de métaphores bibliques que les Pères ont appliquées à Marie et à l'Église : l'arche d'alliance, la femme forte, le navire chargé de trésors. Cette théologie, riche en poésie et en images, a beaucoup à dire à notre âge plus prosaïque. »

— Cardinal Avery Dulles, s.j.

## Ignace, mystique et théologien
En collaboration avec Otto Karrer, Hugo Rahner a contribué grâce à plusieurs ouvrages au développement des recherches ignaciennes, en particulier la dimension mystique de la vie et personne de Saint Ignace, et les intuitions théologiques que l'on trouve en abondance dans ses écrits, Rahner édite et publie une série de lettres écrites par Ignace de Loyola à des femmes, généralement personnes bien placées dont il sollicite le soutien, mais également dirigées spirituelles et mères de jésuites qui eurent de la peine à accepter la vocation de leur fils [9] et nous montre les diverses étapes de son évolution, en appliquant des méthodes de critique historique à des documents existants. En ce sens, on considère qu'il représente de nos jours un tournant dans la recherche sur Ignace.

## Œuvres choisies
Les Feitschrifts... publiés en son honneur en 1961 recensent pas moins de 720 articles, livres et recensions de livre à mettre à son crédit.
En langue française
- Mythes grecs et mystère chrétien, Payot, 1954
- Genèse des exercices, Desclée de Brouwer, 1991
- Ignace de Loyola, Desclée de Brouwer

En langue allemande
- Eine Theologie der Verkündigung, Freiburg 1939;
- Abendländische Kirchenfreiheit, Einsiedeln/Köln 1943;
- Mater Ecclesia - Lobpreis der Kirche aus dem ersten Jahrtausend, Einsiedeln/Köln 1944;
- Mariens Himmelfahrt und das Priestertum, Innsbruck 1951;
- Der spielende Mensch, Einsiedeln 1952;
- Die Kirche - Gottes Kraft in menschlicher Schwäche, Freiburg 1956;
- Ignatius von Loyola. Geistliche Briefe, Einsiedeln/Köln 1956;
- Ignatius von Loyola. Briefwechsel mit Frauen, Freiburg 1956;
- Griechische Mythen in christlicher Deutung, Zürich 1957/Basel 1984;
- Sinn der Geschichte - Persönlichkeit und Geschichte, Kevelaer 1959;
- Himmelfahrt der Kirche, Freiburg 1961;
- Kirche und Staat im frühen Christentum, München 1951;
- Maria und die Kirche. Zehn Kapitel über das geistliche Leben, Innsbruck 19512;
- Symbole der Kirche, Salzburg 1954;
- Abendland, Freiburg 1966.